# 布赖滕沃尔比斯
布赖滕沃尔比斯（德語：Breitenworbis，發音：[ˈbʁaɪtn̩ˌvɔʁbɪs]）是德国图林根州艾希斯费尔德县的市镇，面积24.23平方千米，2023年12月31日人口为3,162人。2009年9月1日，市镇贝恩特罗德并入布赖滕沃尔比斯。